# Ронге, Стейн ван
Стейн ван Ронге (африк. Steyn van Ronge, 1955, Застрон) — южноафриканский фермер и крайне правый политик, с 2010 лидер Движения сопротивления африканеров (AWB). На посту главы AWB сменил убитого Эжена Тербланша.

## Происхождение и деятельность
Родился в окрестностях города Застрон, расположенного в провинции Фри-Стейт. Унаследовал семейную ферму. Занимается разведением овец и крупного рогатого скота. Считается потомственным африканерским фермером Оранжевого Свободного Государства.
В 1988 Стейн ван Ронге вступил в Движение сопротивления африканеров (AWB). Был заместителем председателя AWB Эжена Тербланша. Руководил AWB в 2001—2004, когда Тербланш отбывал тюремный срок. Состоит в африканерских предпринимательских объединениях и Бур-Африканерском народном совете — организации, отстаивающей африканерские культурные традиции и интересы перед властями ЮАР.

## Преемник Тербланша
3 апреля 2010 основатель и бессменный лидер AWB Эжен Тербланш был убит чернокожими работниками своей фермы, недовольными задержкой зарплаты. Новым председателем был избран Стейн ван Ронге, предъявивший запись Тербланша от 12 марта 2010, которая была истолкована как назначение преемника. Свои отношения с Тербланшем называл братскими.
После избрания председателем ван Ронге назвал первоочередной задачей защиту фермеров-африканеров от произвола и расправ, а перспективной целью — создание «белой родины», Фолькстата. Таким образом, основные идейно-политические установки AWB, заложенные Эженом Тербланшем и основанные на африканерском национализме, остались неизменны.

## Семья
Стейн ван Ронге женат, имеет троих взрослых детей. В AWB никто из них не состоит, но ван Ронге выражал уверенность в поддержке сына.